# 塞闊雅
塞闊雅（Sequoyah）（約1767年 - 1843年7月或8月）為美洲切羅基印第安人著名語言學家及通才，以發明切羅基文字聞名於世。

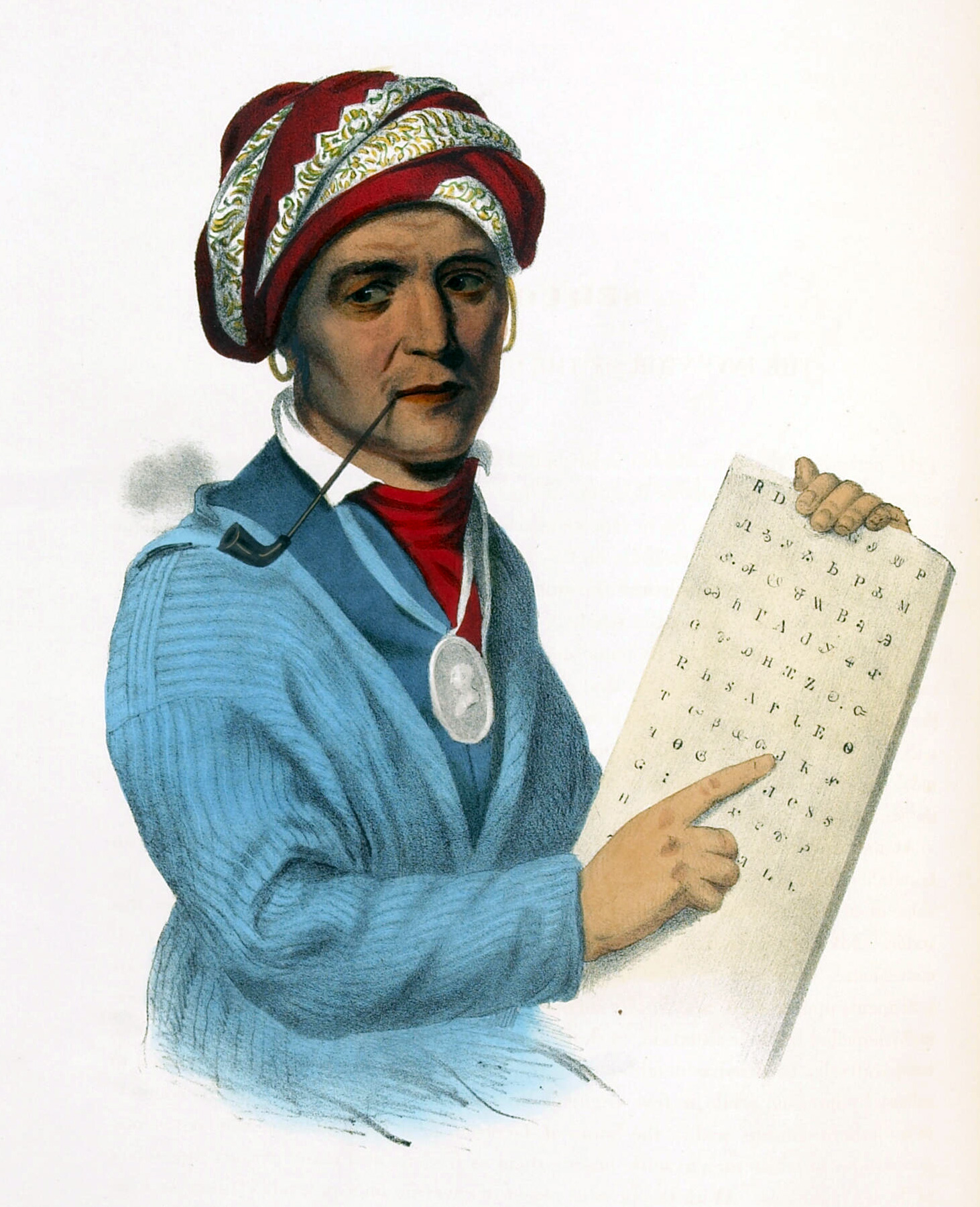
塞闊雅

## 早年
由於未有書面文件存世，無人能夠知曉塞闊雅確切之出生時地。歷史學家推測他約為1760年至1776年間出生，地點則在田納西州、喬治亞州、北卡羅來納州、阿拉巴馬州或南卡羅萊納州之一。著名人類學家穆尼（James Mooney）曾引述塞闊雅親戚所言，認為塞闊雅早年時間皆與母親在田納西州塔斯基吉村落度過。
塞闊雅之名可能源自切羅基語（siqua），意為肉豬，一般據信與他的殘疾有關，塞闊雅之母，為切羅基印第安人，屬於Pain氏族，穆尼解釋道她是切羅基酋長的甥女。其父則眾說紛云，一說可能為白人或印第安與白人之混血美國人， 或說是毛皮商。但亦更多說法（包括穆尼、大英百科全書）指為英國商人納旦尼爾·吉斯特（Nathaniel Gist）－為喬治·華盛頓之偵察兵克里斯多夫·吉斯特（Christopher Gist）之子。
事實上，塞闊雅不會說英語，可能是其父棄妻而去的證據。在1809年之前，塞闊雅遷至阿拉巴馬州威爾斯谷（Wills Valley），並建立他的銀匠貿易。他可能在1813~1814年間加入克里克戰爭（Creek War）。若他是殘障，則不太可能會參與戰爭，故也有史學家認為他的殘障是戰爭造成。

## 晚年

「切羅基」（tsa-la-gi）

1825年文字系統獲得全族接納後，塞闊雅至阿肯色州新切羅基領地。主要從事鐵匠舖與鹽業，並努力不輟將文字介紹給任何與他來往的人。1828年，塞闊雅行旅至華盛頓特區，任務是作為代表團，並談判奧克拉荷馬州一地土地的歸屬。
這次旅行讓塞闊雅接觸到其他各族的美洲印第安人，並立志要創造可讓各族使用的音節文字。為了貫徹夢想，塞闊雅開始尋訪各族聚落，足跡踏遍今日之亞利桑那州至新墨西哥州。
另外，塞闊雅曾夢想分裂的切羅基族能夠再團結。但在尋找遷至墨西哥的族人時，卻不幸在旅程中逝世，時間約於1843年至1845年間。

## 其他
- 塞闊雅郡於1851年易為今名，塞闊雅曾在此居住。
- 加州紅木（Sequoia）一般相信是植物學家斯特凡·恩德利歇以塞闊雅命名，但亦有人持反對論[1]。
- 20世紀初，美洲原住民曾提議將今日奧克拉荷馬州東部命名為「塞闊雅州」（State of Sequoyah）
- 奧克拉荷馬州塞闊雅高校（英语：Sequoyah High School (Oklahoma)）為美洲原住民學校，校名紀念塞闊雅。

## 外部連結
- Invention of the Cherokee Alphabet （页面存档备份，存于） published in the Cherokee Phoenix
- The Life and Work of Sequoyah; Chronicles of Oklahoma
- The Father of Sequoyah: Nathaniel Gist; Chronicles of Oklahoma
- Sequoyah （页面存档备份，存于） from Tiro Typeworks
- Sequoyah (aka George Gist), a North Georgia Notable （页面存档备份，存于）
- The Cherokee Nation
- The Official Cherokee Font